# Jiajiayuan
Jiajiayuan (kinesiska: 贾家垣, 贾家垣乡) är en socken i Kina. Den ligger i provinsen Shanxi, i den norra delen av landet, omkring 150 kilometer väster om provinshuvudstaden Taiyuan. Antalet invånare är 7 916. Befolkningen består av 3 744 kvinnor och 4 172 män. Barn under 15 år utgör 18,0 %, vuxna 15-64 år 71 %, och äldre över 65 år 10,0 %.
Genomsnittlig årsnederbörd är 764 millimeter. Den regnigaste månaden är juli, med i genomsnitt 255 mm nederbörd, och den torraste är december, med 3 mm nederbörd.